# Rečica (Chorwacja)
Rečica – wieś w Chorwacji, w żupanii karlowackiej, w mieście Karlovac. W 2011 roku liczyła 538 mieszkańców.